# Sant Bartomeu de Seguer
Sant Bartomeu és una església al veïnat de Seguer inclosa a l'Inventari del Patrimoni Arquitectònic de Catalunya.
Edifici d'una sola nau, amb la capçalera plana, no diferenciada. Va cobert per una volta de canó lleugerament apuntat que arrenca directament dels murs laterals. La porta d'accés s'obre en la façana sud de l'església i és d'arc de mig punt, dovellada i bastida amb uns carreus tallats regularment en pedra saulonenca de color vermell. La resta de materials emprats en la fàbrica són molt pobres. Es tracta de pedra petita, irregularment tallada, i lligada amb morter. Aquest acabat devia fer necessari un arrebossat tant exterior com interior. La volta va ser bastida sobre una cimbre d'encanyissat i són encara visibles els senyals que aquestes van deixar en el morter. La capella estava integrada totalment en el que era el recinte casteller.

## Història
El puig de Seguer va donar-se l'any 1077. Aleshores a l'indret ja hi havia bastida una torre, segons queda indicat en el document de la cessió. No es diu res, però, de l'església. Les notícies no abunden en els dos segles posteriors i no és fins al segle xiv que es torna a trobar referències documentals. Aleshores el castell pertanyia a la família Montagut que va ser feudatària dels Cervelló en diversos castells de la línia del Gaià. La capella dedicada a Sant Bartomeu es bastiria a les darreries del segle xi i inicis del xii, ateses les relacions morfològiques que poden establir-se amb un edifici pròxim reformat per aquests anys: Santa Susanna de Santa Perpètua de Gaià.